# Heidenreichstein
Heidenreichstein osztrák város Alsó-Ausztria Gmündi járásában. 2018 januárjában 4010 lakosa volt.

## Elhelyezkedése

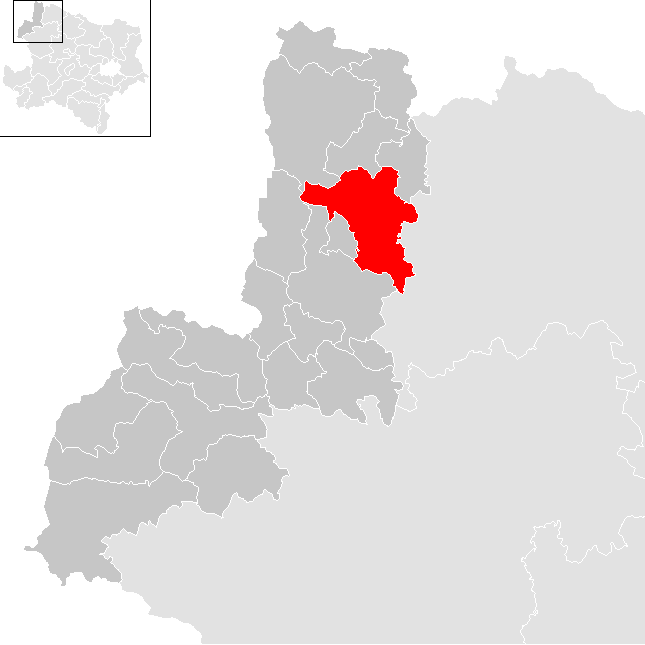
Heidenreichstein a Gmündi járásban

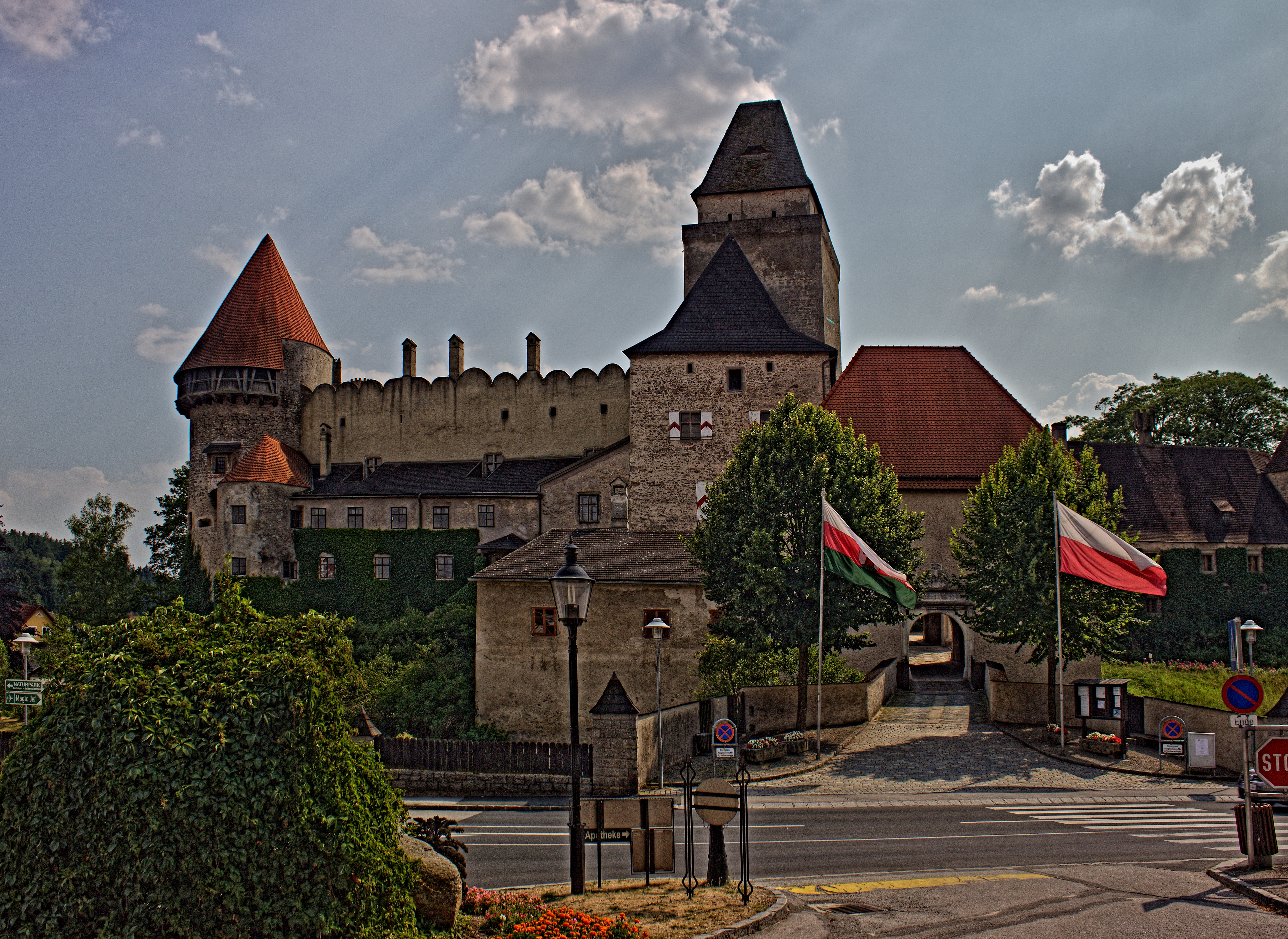
A heidenreichsteini vár

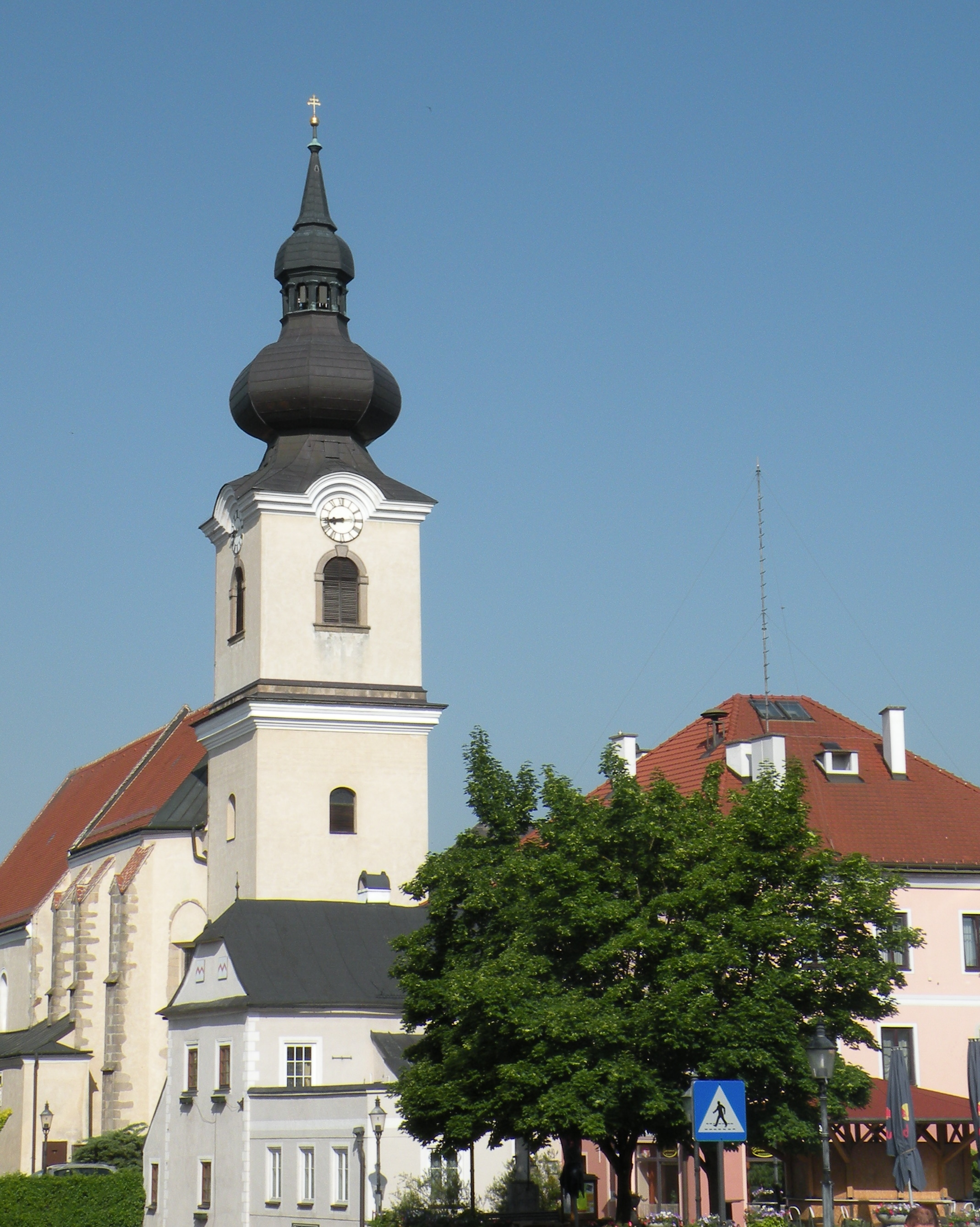
A Szt. Margit-plébániatemplom és mellette a Böhm-ház

Heidenreichstein Alsó-Ausztria Erdőnegyedének (Waldviertel) északi részén fekszik, a Romaubach folyó mentén. Legmagasabb pontja a 636 méteres Neuteichberg. Területén található a Heidenreichsteini láp natúrpark. A Romaubach felduzzasztásával több mesterséges tavat hoztak létre, ilyen az Edelwehrteich, a Hofwehrteich és a Schlossteich. Egyéb nagyobb (mesterséges) állóvizek az 55 hektáros Haslauerteich és a 34 hektáros Winkelauer Teich. Heidenreichstein közvetlenül az európai vízválasztón fekszik; míg a Romaubach a Moldván keresztül végül az Északi-tengerbe folyik, a városi önkormányzat területének déli patakjai délnyugat felé, több közvevítőn át a Dunába és végül a Fekete-tengerbe sietnek. Az önkormányzat 12 települést egyesít: Altmanns (175 lakos 2018-ban), Dietweis (139), Eberweis (211), Guttenbrunn (44), Haslau (48), Heidenreichstein (2593), Kleinpertholz (164), Motten (103), Seyfrieds (244), Thaures (122), Wielandsberg (43) és Wolfsegg (85). A kataszteri közösségek Altmanns, Dietweis, Eberweis, Guttenbrunn, Haslau, Heidenreichstein, Kleinpertholz, Motten, Seyfrieds, Thaures, Wielandsberg és Wolfsegg.
A környező önkormányzatok: délnyugatra Schrems és Amaliendorf-Aalfang, nyugatra Brand-Nagelberg, északnyugatra Litschau, északra Eisgarn és Eggern, keletre Pfaffenschlag bei Waidhofen an der Thaya, délkeletre Waidhofen an der Thaya-Land, délre Vitis.

## Története
A mai város területén lévő erdőségek kiirtása és betelepítése kb. 1000 körül ment végbe és kelet felé haladva a 11. század vége felé érte el a Thaya folyót. A betelepítést a Kuenring nemesi család végezte. Heidenreichstein várát és a mellette fekvő mezővárost valószínűleg a 12. század második felében alapította Heidenreich, Wolfker von Gars/Eggenburg fia. A település 68 ún. ősházból állt: csak azok lehettek Heidenreichstein teljes jogú polgárai, akik ezekben a házakban éltek. Számuk egészen a 19. századig nem változott. A települést először 1369-ben nevezték mezővárosnak, ekkor már saját pecséttel rendelkezett. 1389-ben elszakadt a litschaui uradalomtól. Az osztrák hercegtől privilégiumokat kapott, saját bírósággal és menedékadási joggal rendelkezett. Gazdaságának fő ágát már a 14. században a juhtenyésztésen és lentermesztésen alapuló textilkészítés jelentette. A 17. században a szabóknak, takácsoknak, fazekasoknak, molnároknak, bognároknak és kovácsoknak működött saját céhe a mezővárosban. Iskoláról először 1575-ben történt említés.
Heidenreichsteint nem kerülték el a háborúk: a 15. században a huszita betörés, a 16. század végén pedig az waldvierteli parasztlázadás pusztította el a környéket. A 17. században a harmincéves háború vonuló hadseregei égettek fel egész falvakat. A napóleoni háborúk alatt a franciák szállták meg a mezővárost.
1833-ban az új Bécs-Prága útvonal kiépítésekor Heidenreichsteinben postakocsiállomés létesült. A postahivatal 1883-ban, az interurbán telefonközpont 1904-ben kezdte meg működését. Az 1848-as bécsi forradalom után átalakították az osztrák közigazgatást, ekkor jött létre Heidenreichstein önkormányzata, amely ekkor a Waidhofen an der Thaya-i járáshoz, 1900-tól pedig az akkor létrehozott Gmündi járáshoz tartozott. Az 1850-ben itt létrehozott járásbíróságot 1868-ban Litschauba telepítették át. A hagyományokat követve a 19. században is a textilipar maradt a gazdaság húzóágazata, a század végén megalakultak az első lenfonógyárak is. Emellett az Eisert fivérek 1880-ban megalapították bőr- és fémfeldolgozó gyárukat, amely az első világháborúig mintegy 1000 munkással készített különböző táskákat és tárolóedényeket. 1900-ban kiépült a Gmünd-Litschau keskenyvágányú vasút szárnyvonala Heidenreichsteinbe. A vonalon 1986-ban megszűnt a személy-, 1992-ben a teherszállítás; ma gőmozdonyok vontatta nosztalgiajáratok járnak a vonalon.
Az első világháború közvetlenül nem érintette a mezővárost, de a háború utáni gazdasági válság élelmiszerhiánya és a spanyolnátha-járvány sok áldozatot szedett. 1922-ben bevezették az elektromosságot. 1932-ben Heidenreichstein városi rangot kapott. Az 1938-as Anschluss után a város az Alsó-dunai reichsgauhoz tartozott, a második világháború után pedig a szovjet megszállási zónába került.
Az 1970-es évekig a város gazdasága és népessége gyarapodott, elsősorban a textilipar (kötöttáru, harisnyák gyártása) fejlődése következtében. Az 1970-es évek közepén több cég csődbe ment, a munkahelyek száma lecsökkent. A gazdaságnak új lendületet adott a vasfüggöny lebontása utáni cseh bevásárlóturizmus és viszonylag sokan keresik fel az 1992-ben alapított natúrparkot is.

## Lakosság
A heidenreichsteini önkormányzat területén 2018 januárjában 4010 fő élt. A lakosságszám 1971 óta (akkor 5773 fő) csökkenő tendenciát mutat. 2015-ben a helybeliek 95,5%-a volt osztrák állampolgár; a külföldiek közül 0,5% a régi (2004 előtti), 1,1% az új EU-tagállamokból érkezett. 0,8% a volt Jugoszlávia (Szlovénia és Horvátország nélkül) vagy Törökország, 2,1% egyéb országok polgára. 2001-ben a lakosok 89,9%-a római katolikusnak, 1,8% evangélikusnak, 2,2% mohamedánnak, 4,9% pedig felekezeten kívülinek vallotta magát. Ugyanekkor 4 magyar élt a városban.

## Látnivalók

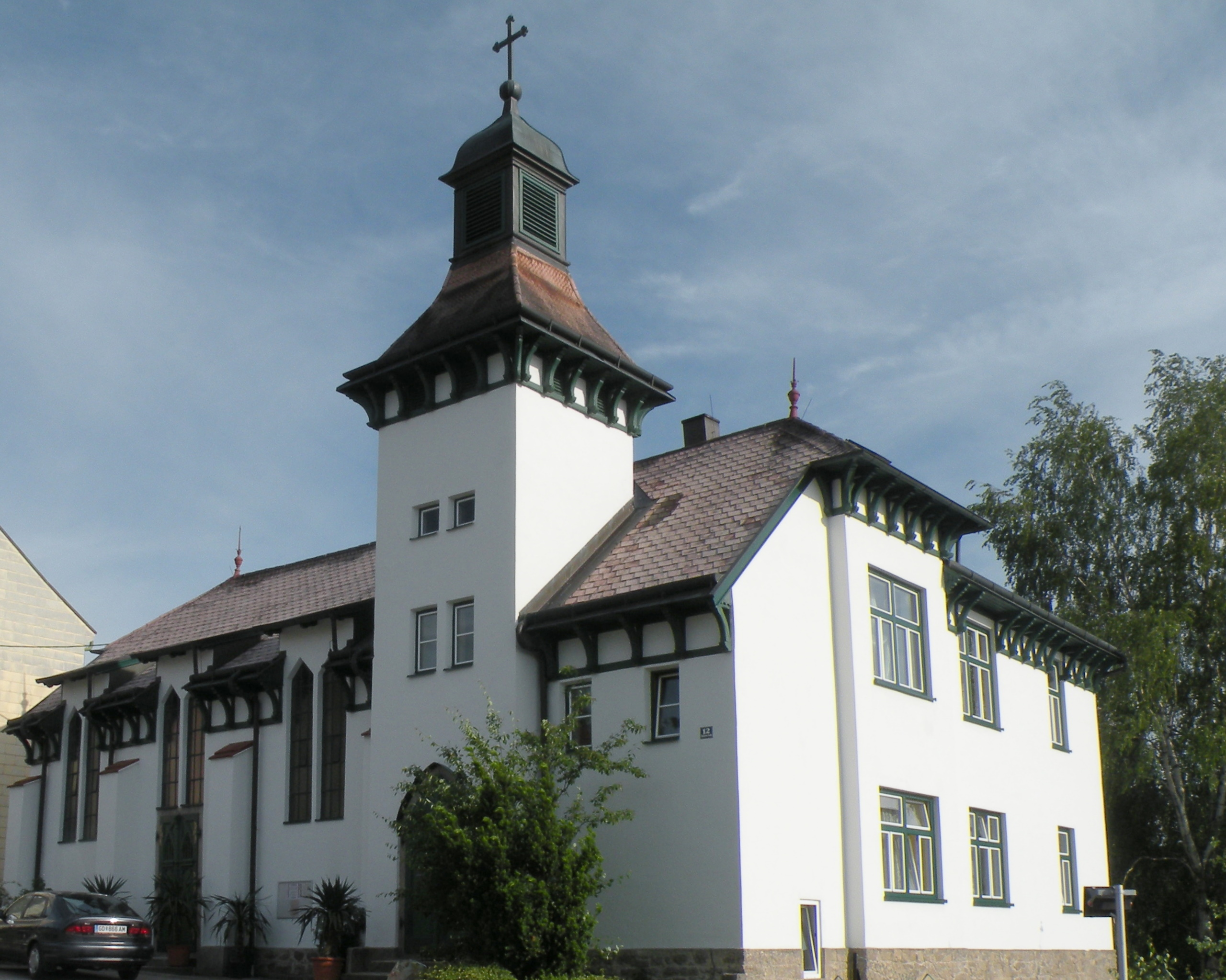
Az evangélikus templom

- a heidenreichsteini vár a város fő látványossága. A régebbi része (benne a lakótorony) a 12. századól származik, míg a külső erődítések és a gazdasági épületek 15-16. századiak. 1961 óta a Kinsky grófok tulajdona és részben látogatható.
- a Szt. Margit-plébániatemplom 12. századi román alapokra épült, szentélye késő gótikus, hajója és tornya barokk stílusú.
- az evangélikus templom 1908-ban épült
- Seyfried Keresztelő Szt. János-plébániatemploma
- az ún. Böhm-ház (Böhmhaus) a vár és a templom után a legrégebbi ház a városban, 1400 előtti. A várral alagút kötötte össze.
- a Käsemacherwelt sajtkészítő üzemben a látogatók megkóstolhatják és megvásárolhatják a helyben készült termékeket.
- a Heidenreichsteini láp natúrpark

## Testvértelepülések
- Nová Bystřice (Csehország)

## Fordítás
- Ez a szócikk részben vagy egészben  a   Heidenreichstein című német Wikipédia-szócikk ezen változatának fordításán alapul.  Az eredeti cikk szerkesztőit annak laptörténete sorolja fel. Ez a jelzés csupán a megfogalmazás eredetét és a szerzői jogokat jelzi, nem szolgál a cikkben szereplő információk forrásmegjelöléseként.